# 아리우라촌
아리우라촌(有浦村)은 일본 사가현 히가시마쓰우라군에 속해있던 촌이다. 현재의 가라쓰시의 일부에 해당한다.

## 역사
- 1889년 4월 1일 - 정촌제 시행에 의해 히가시마쓰우라군 아리우라촌이 성립하였다.
- 1956년 9월 30일 - 지카촌과 합병, 정으로 승격해 겐카이정이 신설되어 폐지되었다.

## 참고문헌
- 角川日本地名大辞典 41 佐賀県
- 『市町村名変遷辞典』東京堂出版、1990年。